# Svrževo
 Svrževo  falu Horvátországban Zágráb megyében. Közigazgatásilag Krašićhoz tartozik.

## Fekvése
Zágrábtól 40 km-re délnyugatra, községközpontjától 4 km-re északra, a Kupčina bal partján fekszik.

## Története
A falunak 1857-ben 66, 1910-ben 130 lakosa volt. Trianon előtt Zágráb vármegye Jaskai járásához tartozott. 2011-ben 28 lakosa volt. 

## Lakosság
| Lakosság változása | Lakosság változása | Lakosság változása | Lakosság változása | Lakosság változása | Lakosság változása | Lakosság változása | Lakosság változása | Lakosság változása | Lakosság változása | Lakosság változása | Lakosság változása | Lakosság változása | Lakosság változása | Lakosság változása | Lakosság változása |
| ------------------ | ------------------ | ------------------ | ------------------ | ------------------ | ------------------ | ------------------ | ------------------ | ------------------ | ------------------ | ------------------ | ------------------ | ------------------ | ------------------ | ------------------ | ------------------ |
| 1857               | 1869               | 1880               | 1890               | 1900               | 1910               | 1921               | 1931               | 1948               | 1953               | 1961               | 1971               | 1981               | 1991               | 2001               | 2011               |
| 66                 | 108                | 132                | 123                | 115                | 130                | 130                | 145                | 120                | 111                | 105                | 97                 | 76                 | 57                 | 45                 | 28                 |

## Külső hivatkozások
Krašić hivatalos oldala